# ابوالقاسم پناهی
ابوالقاسم پناهی (۱۲۸۲ – ۱۳۳۳) دیپلمات و دولتمرد دوره پهلوی بود.
پدرش حاج ابراهیم بازرگان، سرمایه‌دار معروف آذربایجان او را در نوجوانی برای تحصیل به سوئیس فرستاد. پس از به پایان رساندن تحصیلات عالی خود در رشته علوم سیاسی در سوئیس و فرانسه در سال ۱۳۰۹ خورشیدی به ایران بازگشت و به استخدام وزارت امور خارجه درآمد.
پناهی نزدیک به هجده سال در وزارت امور خارجه شاغل بود. مدتی کنسول ایران در بمبئی بود و در شهریور ۱۳۲۴ سرکنسول ایران در نیویورک شد. پس از بازگشت به تهران به ریاست اداره کل امور سازمان ملل متحد در وزارت خارجه رسید تا اینکه در سال ۱۳۲۷ به سازمان برنامه منتقل شد و در تشکیل این سازمان شرکت داشت.
پس از کودتای ۲۸ مرداد ۱۳۳۲، پناهی در دولت سپهبد زاهدی وزیر کار شد. پس از چند ماه به ریاست سازمان برنامه رسید و در همین سمت بود که از دنیا رفت.